# Paolo Giordano (scrittore)
Paolo Giordano (Torino, 19 dicembre 1982) è uno scrittore italiano.
Nel 2008 ha vinto il premio Strega con il suo primo romanzo, La solitudine dei numeri primi.

## Biografia
Paolo Giordano vive a San Mauro Torinese (TO). Il padre Bruno è un ginecologo, la madre Iside è un'insegnante d'inglese; ha una sorella maggiore, Cecilia, di tre anni più grande.
Nel 2001 si è diplomato con 100/100 al liceo scientifico statale Gino Segré di Torino; dopo aver conseguito, con lode, nell'anno accademico 2005-2006, la laurea specialistica in fisica delle interazioni fondamentali presso l'Università di Torino, con una tesi premiata fra le migliori, ha vinto una borsa di studio per frequentare il corso di dottorato di ricerca in fisica delle particelle, presso la Scuola di dottorato in Scienza e alta tecnologia del medesimo ateneo. In un progetto co-finanziato dall'Istituto nazionale di fisica nucleare, ha studiato le proprietà del quark bottom, in particolare il decadimento inclusivo del mesone B nel canale semileptonico e radiattivo. Ha conseguito il dottorato di ricerca in fisica teorica nel 2010.
È autore del romanzo La solitudine dei numeri primi, edito da Arnoldo Mondadori Editore nel gennaio del 2008, che vince nello stesso anno il premio Campiello Opera Prima, il premio Fiesole Narrativa Under 40, il Premio Strega e il Premio letterario Merck Serono; a 26 anni è il più giovane scrittore ad aver vinto lo Strega.
Il 10 settembre 2010 è uscito nelle sale italiane il film tratto dal romanzo, una coproduzione italiana, francese e tedesca, con il supporto della Film Commission Torino Piemonte, in concorso alla 67ª Mostra internazionale d'arte cinematografica di Venezia. Il film, girato fra la fine di agosto del 2009 e il gennaio del 2010, è diretto da Saverio Costanzo, curatore della sceneggiatura assieme a Giordano; nel cast, Alba Rohrwacher nella parte di Alice, e Isabella Rossellini.
Giordano ha ricevuto il 9 luglio 2008 il premio letterario Merck Serono nella sezione narrativa e il 23 agosto 2008 il premio letterario Frignano opera prima. È anche il vincitore della XIV edizione del premio letterario Alassio Cento libri - Un Autore per l'Europa, che ha ricevuto il 13 settembre 2008, ed è stato tra i finalisti della XVIII edizione del premio PEN Club Italiano.
Nel 2006-2007, Giordano ha frequentato due corsi esterni della Scuola Holden; qui ha incontrato Raffaella Lops, divenuta successivamente sua editor, agente  e moglie. Ha una rubrica su Gioia, dove scrive racconti prendendo spunto da una notizia e un numero. Ha pubblicato il racconto La pinna caudale sul numero 41 (gennaio-marzo 2008) della rivista Nuovi Argomenti, in uno speciale dedicato ai «Non ancora trentenni», gli autori nati negli anni ottanta. Il 12 giugno 2008, al VII Festival delle Letterature di Roma, ha presentato il racconto inedito Vitto in the box.
Dopo aver visitato nel 2006 un progetto di Medici Senza Frontiere a Kinshasa, nella Repubblica Democratica del Congo, nel quale l'organizzazione assiste i malati di AIDS e le prostitute del quartiere Masina, ha scritto il racconto Mundele (il bianco), presentato il 16 maggio 2008 a Milano al festival Officina Italia e pubblicato nel novembre del 2008 nell'antologia Mondi al limite. 9 scrittori per Medici Senza Frontiere, curata da MSF per Feltrinelli.
Nella seconda serata del Festival di Sanremo 2009, il 18 febbraio 2009, una sua lettera scritta per l'occasione viene letta dall'attore Alessandro Haber.
Nell'ottobre 2012 Giordano pubblica il nuovo libro, dal titolo Il corpo umano. Il romanzo viene promosso con una serie di reading teatrali in tutta Italia con le musiche originali suonate dal vivo dal duo PLUS (MinusAndPlus), tra gli ospiti sul palco in alcuni teatri anche Alba Rohrwacher.
Nel febbraio 2013 è membro della giuria di qualità alla 63ª edizione del Festival di Sanremo, condotta da Fabio Fazio e Luciana Littizzetto.
Il 26 marzo 2020 pubblica per Einaudi il saggio Nel contagio, un saggio ricco di riflessioni sul nostro tempo e sul COVID-19 che è uscito in allegato anche col Corriere della Sera. Il volume è in corso di traduzione in più di trentacinque Paesi. Prosegue poi la sua riflessione sul Covid nel saggio Le cose che non voglio dimenticare, sempre per Einaudi, ma pubblicato nella nuova collana di e-book i Quanti nel giugno 2021.
A ottobre 2022, sempre per la casa editrice Einaudi, pubblica il suo nuovo libro Tasmania. Presentato alla annuale Fiera di Francoforte, l'opera è stata tra le più attese e contese dell'edizione, con i diritti venduti per una sua pubblicazione in 10 paesi.. Per l'edizione francese di Tasmania, il 3 novembre 2023 gli è stato attribuito il Prix André-Malraux quale migliore fiction impegnata al servizio della condizione umana.
Attualmente è docente di reportage nel master di scrittura dell'Università IULM di Milano.

## Opere

### Romanzi
- La solitudine dei numeri primi, Mondadori, 2008
- Il corpo umano, Mondadori, 2012
- Il nero e l'argento, Einaudi, 2014
- Divorare il cielo, Einaudi, 2018
- Tasmania, Einaudi, 2022

### Racconti
- La pinna caudale, Nuovi Argomenti, n. 41, gennaio-marzo 2008
- Vitto in the box, Il corriere della letteratura, 12 giugno 2008
- L'uomo che dà un'anima ai sassofoni, La Stampa, 29 ottobre 2008
- Mundele, in Mondi al limite, Feltrinelli, novembre 2008
- Come le more selvatiche: in Ucraina, tra dolore e resistenza, testo e foto di Paolo Giordano, Corriere della Sera, 21 febbraio 2023

### Saggi
- Nel contagio, Einaudi, 26 marzo 2020
- Le cose che non voglio dimenticare, Einaudi, 11 giugno 2021

### Pubblicazioni scientifiche
- Paolo Gambino, Paolo Giordano, Giovanni Ossola, Nikolai Uraltsev, Inclusive semileptonic B decays and the determination of |Vub|, Journal of High Energy Physics, n. 10, ottobre 2007, p. 58.
- Paolo Giordano, Inclusive semileptonic B decays and the determination of |Vub|, Journal of Physics: Conference Series, v. 110, 30 giugno 2008.
- Paolo Gambino, Paolo Giordano, Normalizing inclusive rare B decays, Physics Letter B, maggio 2008.

## Filmografia

### Sceneggiatore
- La solitudine dei numeri primi, regia di Saverio Costanzo (2010)
- We Are Who We Are – miniserie TV, con Francesca Manieri, regia di Luca Guadagnino (2020)
- Siccità, diretto da Paolo Virzì (2022)